# Encyclopedia of Arkansas History & Culture
L'Encyclopedia of Arkansas History & Culture (EOA) è un'enciclopedia online sull'Arkansas, definita dal National Endowment for the Humanities (NEH) come "una fonte autorevole e gratuita di informazioni su storia, politica, geografia e cultura dello stato dell'Arkansas."
L'enciclopedia è un progetto del Butler Center for Arkansas Studies presso la Central Arkansas Library System di Little Rock, che si è impegnata a mantenerla in funzione per sempre.